# 第138师团
第138师团（Dai-hyakusanjūhachi Shidan）是日本帝国陆军的一个步兵师团。它的代号是不动兵团（Fudō Heidan）。该师团于1945年7月10日在吉林-沈阳铁路沿线的几个城镇组建。师团的核心是从第一机动旅分离出来的小部分。

## 行动
1945年7月30日，第138师团编入第30军。1945年7月底，除了从其他部队调来的人带来的轻武器外，该师团没有任何其他的武器。 甚至步枪也是在日本投降前不久才分发的。该师在1945年8月6日左右才完成它的第一个任务（建造防御工事）。此外，师团长直到1945年8月10日才到任。
1945年8月9日苏联入侵满洲之初，第138师团被重新分配到第3方面军并奉命前往抚顺一带。1945年8月19日日本投降后，它被苏联红军解除武装。